# 李竞 (记者)
李競（英語：Jennifer 8. Lee，1976年3月15日—），美國女作家，曾任《紐約時報》記者。生於美國紐約市，祖籍福建金門縣。
李競畢業於哈佛學院，获得应用数学与经济学学位。曾在《華盛頓郵報》、《華爾街日報》等美國傳媒實習。
李競著名於她的網誌及輯錄出版的書籍《幸運籤餅紀事》。文中報導美國中菜文化根源及真相，如左宗棠雞、中式餐廳美國連鎖店P.F. Chang等。

## 外部連結
- 李競8網誌，fortunecookiechronicles.com （页面存档备份，存于）
- 李競8：「對，8是我的中间名。」 "Yes, 8 is my middle name." 波士頓環球報。1996年8月8日，第E1頁。
- 《幸运签饼纪事 （页面存档备份，存于）》豆瓣读书页面
- 【TED】李竞寻求左宗棠鸡的由来
- 李竞个人网站 （页面存档备份，存于）
- 李竞的X（前Twitter）
- 李竞在互联网电影资料库（IMDb）上的資料（英文）